# Cocktail (Film)
Cocktail ist ein US-amerikanischer Spielfilm von Roger Donaldson aus dem Jahr 1988. Der Film handelt von einem jungen New Yorker Studenten, der als Barkeeper arbeitet, um über die Runden zu kommen. Die Hauptrollen spielen Tom Cruise und Bryan Brown.

## Handlung
Der junge Brian Flanagan zieht nach seinem Dienst in der US-Armee nach New York, um Wirtschaft zu studieren. Neben dem Wirtschaftsstudium arbeitet er in einer Bar, in der der erfahrene Barkeeper Douglas Coughlin angestellt ist. Beide werden schnell Freunde, und Douglas belehrt seinen Freund mit zynischen Bonmots, die er als „Coughlins Gesetze“ bezeichnet. Douglas und Brian inszenieren das Mixen der Getränke und werden für ihre Gäste zu Kultfiguren. Der Manager einer exklusiven Diskothek wirbt die beiden ab. Dort zelebrieren sie das Cocktailmixen, und Brian unterhält das Publikum mit schrägen Gedichten. Douglas und Brian denken darüber nach, eine Bar zu eröffnen, was eine Investition von 75.000 US-Dollar bedeuten würde. Brian beginnt eine Affäre mit Coral, die ihn auf die Idee bringt, das Geld auf Jamaika zu verdienen, wo Barkeeper höhere Einkommen haben.
Douglas wettet mit Brian, dass Coral in wenigen Tagen einen neuen Liebhaber finden werde. Kurz darauf verführt er Coral. Brian fühlt sich von seinem Freund hintergangen, und es kommt zu einer Prügelei zwischen beiden, woraufhin Brian kündigt.
Brian reist nach Jamaika und nimmt einen Job in einer Bar an. Hier lernt er Jordan Mooney kennen, mit der er eine Beziehung beginnt. Douglas, der inzwischen die reiche Kerry geheiratet hat, taucht als Gast auf. Er fordert Brian zu einer Wette auf mit der Behauptung, dass Brian das Gleiche nicht gelingen werde, nämlich eine reiche, ältere Frau abzuschleppen. Brian nimmt die Wette an und nimmt die reiche Bonnie mit nach Hause. Jordan bekommt das mit und kehrt, tief getroffen, sofort nach New York zurück. Brian, der zunächst nur einen One-Night-Stand eingeplant hatte, bleibt mit Bonnie zusammen und geht mit ihr ebenfalls nach New York zurück.
Ihre Beziehung funktioniert aber nicht, denn die ältere und erfolgreiche Bonnie betrachtet Brian als Gigolo und nicht als ernstzunehmenden Partner. Nach der Trennung sucht Brian Jordan auf, die er zufällig in einem Lokal als Bedienung gesehen hat, und entschuldigt sich bei ihr. Jordan gesteht ihm, dass sie ihn geliebt hat und schwanger von ihm ist. Brian erklärt seinen Seitensprung damit, dass er zu feige zu einer ernsthaften Beziehung war. Es stellt sich heraus, dass sie reiche Eltern hat, aber möglichst unabhängig bleiben will. 
Jordans Vater möchte verhindern, dass Brian sich wieder an seine Tochter heranmacht, und bietet ihm Geld an, damit er aus Jordans Leben verschwindet. Brian jedoch nimmt das Geld nicht an. Er trifft Douglas, der das Vermögen seiner Frau an der Börse verspekulierte, was er ihr aber bisher verheimlicht hat. Während Brian Kerry nach Hause bringt und dabei ihr Angebot für ein sexuelles Abenteuer ablehnt, begeht Douglas Selbstmord. Brian, durch den Tod des Freundes erschüttert, besucht Jordan und überredet sie, ihre Eltern zu verlassen und mit ihm zusammenzuziehen. Sein Onkel leiht ihm Geld und Brian eröffnet eine eigene Bar namens „Cocktails & Dreams“. Er heiratet Jordan, die ihm anvertraut, dass sie Zwillinge erwartet.

## Synchronisation
Die deutsche Synchronisation entstand im Auftrag der Berliner Synchron GmbH, für die Dialogregie und das deutsche Dialogbuch war Jürgen Neu verantwortlich.
| Rolle            | Schauspieler        | Synchronsprecher      |
| ---------------- | ------------------- | --------------------- |
| Brian Flanagan   | Tom Cruise          | Stephan Schwartz      |
| Douglas Coughlin | Bryan Brown         | Frank Glaubrecht      |
| Jordan Mooney    | Elisabeth Shue      | Maud Ackermann        |
| Bonnie           | Lisa Banes          | Hallgerd Bruckhaus    |
| Kerry Coughlin   | Kelly Lynch         | Heike Schroetter      |
| Coral            | Gina Gershon        | Cornelia Meinhardt    |
| Richard Mooney   | Laurence Luckinbill | Hermann Ebeling       |
| Onkel Pat        | Ron Dean            | Hans-Werner Bussinger |
| Eleanor          | Ellen Foley         | Karin Grüger          |

## Kritiken
Das Lexikon des internationalen Films schrieb, der „handwerklich und technisch routinierte, turbulent inszenierte Film“ sei „psychologisch wenig glaubhaft und mit melodramatischen Klischees Binsenweisheiten über Moral und Erfolgsdenken illustriert“.

## Auszeichnungen
Der Film gewann für den Song Kokomo den BMI Film & TV Award, er wurde für den Golden Globe Award und den Grammy Award nominiert. Für den Song Shakedown gewann der Film den ASCAP Film and Television Music Award der American Society of Composers, Authors and Publishers. 1988 gewann Cocktail die Goldene Himbeere als schlechtester Film des Jahres. Tom Cruise (schlechtester Schauspieler) und Roger Donaldson (schlechteste Regie) wurden für die Goldene Himbeere nominiert.

## Hintergründe
Der Film wurde in New York, in Toronto und auf Jamaika gedreht. Er spielte in den Kinos der USA ca. 78,2 Millionen US-Dollar ein.

## Hommage
In der US-amerikanischen Fernsehserie How I Met Your Mother Staffel 4/Episode 13 Three Days of Snow arbeiten Ted und Barney hinter einer New Yorker Bar und zelebrieren das Cocktailmixen, während im Hintergrund das Lied Kokomo gespielt wird. Eine weitere Anspielung findet sich bei King of Queens, Staffel 7/Episode 11 Poor Judgement. Doug erzählt, wie der Film Cocktail die Welt im Sturm eroberte, woraufhin er beschließt, ebenfalls Barkeeper zu werden.